# Milesia confluens
Milesia confluens är en tvåvingeart som beskrevs av Heikki Hippa 1990. Milesia confluens ingår i släktet Milesia och familjen blomflugor.
Artens utbredningsområde är Filippinerna. Inga underarter finns listade i Catalogue of Life.